# Kortezubi
Kortezubi város Spanyolországban,  Bizkaia tartományban. Kortezubi Gernika-Lumo, Forua, Gautegiz Arteaga, Ereño, Nabarniz és Arratzu községekkel határos. Lakosainak száma 444 fő (2024).

## Népesség
A település népessége az utóbbi években az alábbiak szerint változott:
| Lakosok száma | 379  | 372  | 403  | 412  | 423  | 461  | 445  | 441  | 441  | 444  |
|               | 2001 | 2004 | 2007 | 2009 | 2012 | 2014 | 2017 | 2019 | 2022 | 2024 |